# Möbisburg-Rhoda
Möbisburg-Rhoda ist ein Ortsteil von Erfurt mit etwa 1.100 Einwohnern. Er wurde gebildet aus den 1950 eingemeindeten Orten Möbisburg und Rhoda.

## Geschichte
Anhand von Funden konnte nachgewiesen werden, dass der kleine Bergrücken über dem Tal der Gera in der Ost-Nord-Schleife des Flusses schon frühzeitlich besiedelt und durch eine Wallanlage geschützt war. Es wird davon ausgegangen, dass durch die Franken oder/und Ottonen eine erneute Befestigung des günstigen Bergrückens stattfand. Ruinen einer mittelalterlichen Burg waren bis in das 18. Jahrhundert erhalten. Erstmals urkundlich benannt wurde Möbisburg 1130. Das zeitige Heiligen der Burgstelle wird mit einer Kirche bis heute fortgesetzt.
Die Entstehung des Ortes ist durch viele Sagen festgehalten. Die wahrscheinlichste darunter besagt, dass unter dem thüringisch-fränkischen König Merwig oder Merowig (* um 329) eine Burg gebaut wurde, die Möbisburg. Von dieser sind heute nur noch geringe Teile im Bereich der Kirche erhalten. In den Sagen ist von vielen Schätzen die Rede, etwa von einer Kutsche aus purem Gold. Vier Schatzgräber machten sich auf die Suche nach der Kutsche und fanden sie auch. Laut der Sage befahl ihnen der Teufel, dass sie es niemanden sagen durften. Da sie es aber dennoch ihren Frauen erzählten, drehte ihnen der Teufel laut Sage den Kopf ab. Seitdem kann man an der Möbisburger Kirche vier Köpfe sehen, die die Köpfe der Schatzgräber darstellen sollen.
Über einen Teil des Ortes übten zeitweise die Grafen von  Gleichen, von Käfernburg, von Hatzfeld und von Keller die Herrschaft aus.
Am Eingangsportal der Friedhofsmauer, das 1736 errichtet wurde, kann man das Mainzer Rad und die Mitra sehen. Beides zeigt, dass Möbisburg historisch bereits lange nach Erfurt und Kurmainz ausgerichtet war. Am 1. Juli 1950 wurde Möbisburg auch förmlich nach Erfurt eingemeindet. Rhoda gehörte hingegen ab 1435 zum Amt Wachsenburg, welches 1640 zum Herzogtum Sachsen-Gotha, ab 1672 zum Herzogtum Sachsen-Gotha-Altenburg und 1826 zum Herzogtum Sachsen-Coburg und Gotha kam.
Im Jahre 1813 waren König Friedrich Wilhelm III. und die Prinzen von Preußen während des antinapoleonischen Befreiungskrieges auf ihrem Weg nach Frankreich in Möbisburg untergebracht.
In der damaligen Rothschen Mühle kann man heute eine Töpfermühle besuchen, die ihr Aussehen seit 1720 beibehalten hat. 1995 legte man in der Mühle bemalte Tafelbretter frei, die Jesus und die vier Evangelisten zeigen. Sie stammen aus dem Barock und sind sehr gut erhalten.

### Einwohnerentwicklung
- Im Jahre 1843 zählte insgesamt 572, in Möbisburg 464[6] und in Rhoda 108 Einwohner[7]
- Im Jahre 1910 waren es 1016 Einwohner, in Möbisburg 854 und in Rhoda 162 Einwohner[8]
- Im Jahre 1939 waren es 1344, in Möbisburg 1092 und in Rhoda 252 Einwohner[9]

| Jahr      | 1990 | 1995 | 2000 | 2005 | 2010 | 2015 | 2020 |
| --------- | ---- | ---- | ---- | ---- | ---- | ---- | ---- |
| Einwohner | 1083 | 1097 | 1062 | 1113 | 1095 | 1063 | 1041 |

## Interessantes
- Der Ort wird von der Gera durchflossen und ist seit 1898 Wasserlieferant der Stadt Erfurt, nachdem 1893 die Stadt rund 25 Hektar Land erwarb, um darauf ein Wasserwerk zu errichten.[13]
- 2006 wurden auf der Höhe zwischen Möbisburg, Waltersleben und der Bundesautobahn 4 mit dem „Windpark Möbisburg“ 11 sehr große Windkraftanlagen Enercon E 70 mit einem Kostenaufwand von 21 Mio. Euro (aus Krediten) errichtet[14], die das Landschaftsbild oberhalb des Ortes beherrschen und den Blick vom Steigerwald auf den Thüringer Wald und sein Vorland verstellen.
- Das Möbisburger Freibad ist jedes Jahr im Sommer Anziehungspunkt von Erfrischung Suchenden.
- Möbisburg liegt am Gera-Radweg und an der von Görlitz kommenden Verlängerung des Jakobswegs.
- Die evangelische Kirche Zum Guten Hirten in Rhoda wurde 1708 (nach Galletti 1714) errichtet. Der Innenraum wurde 1983 erneuert. Der an der Westseite der kleinen Kirche stehende Turm beherbergt eine Glocke (Lage→).

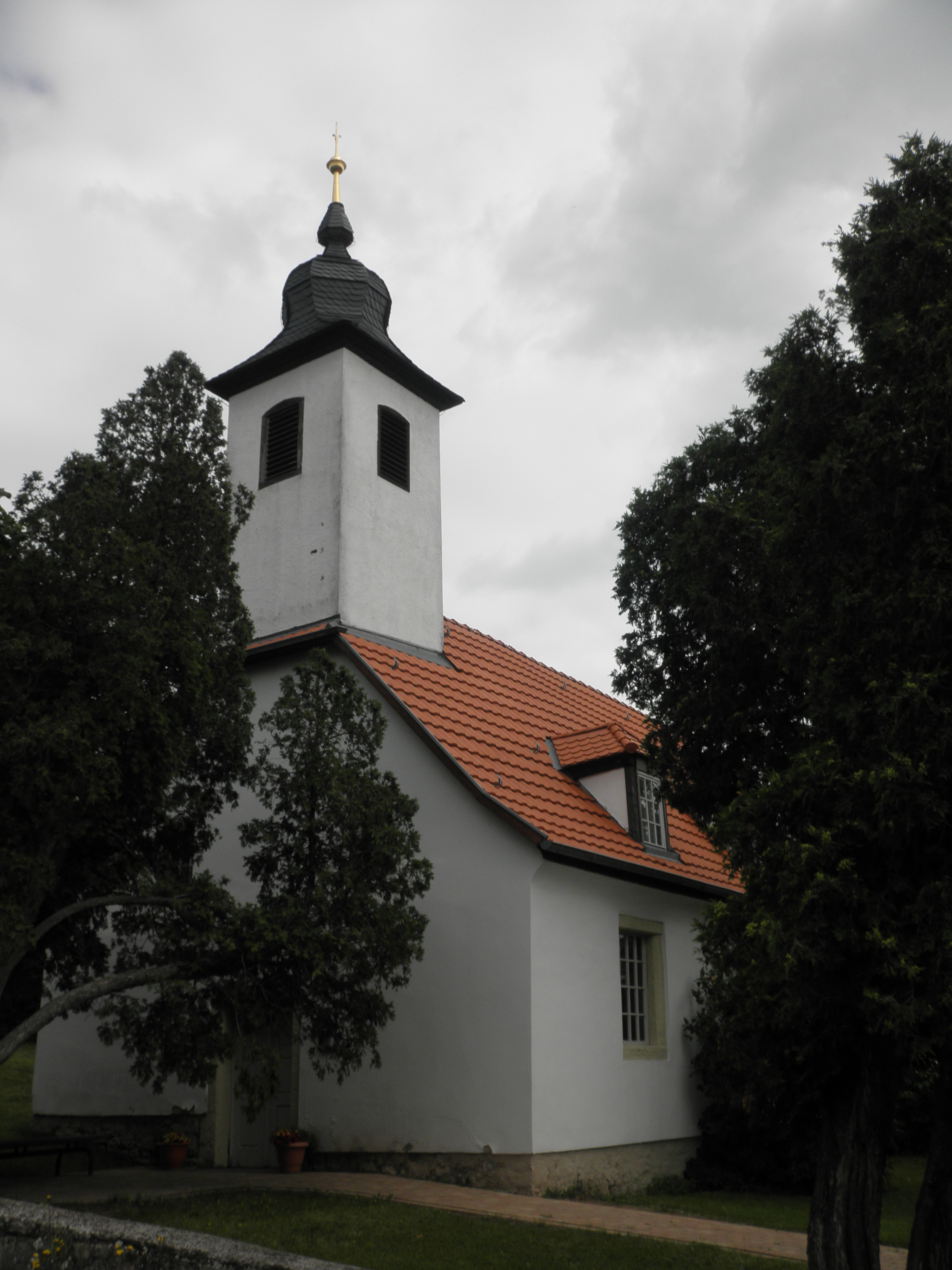
Kirche zum Guten Hirten in Rhoda
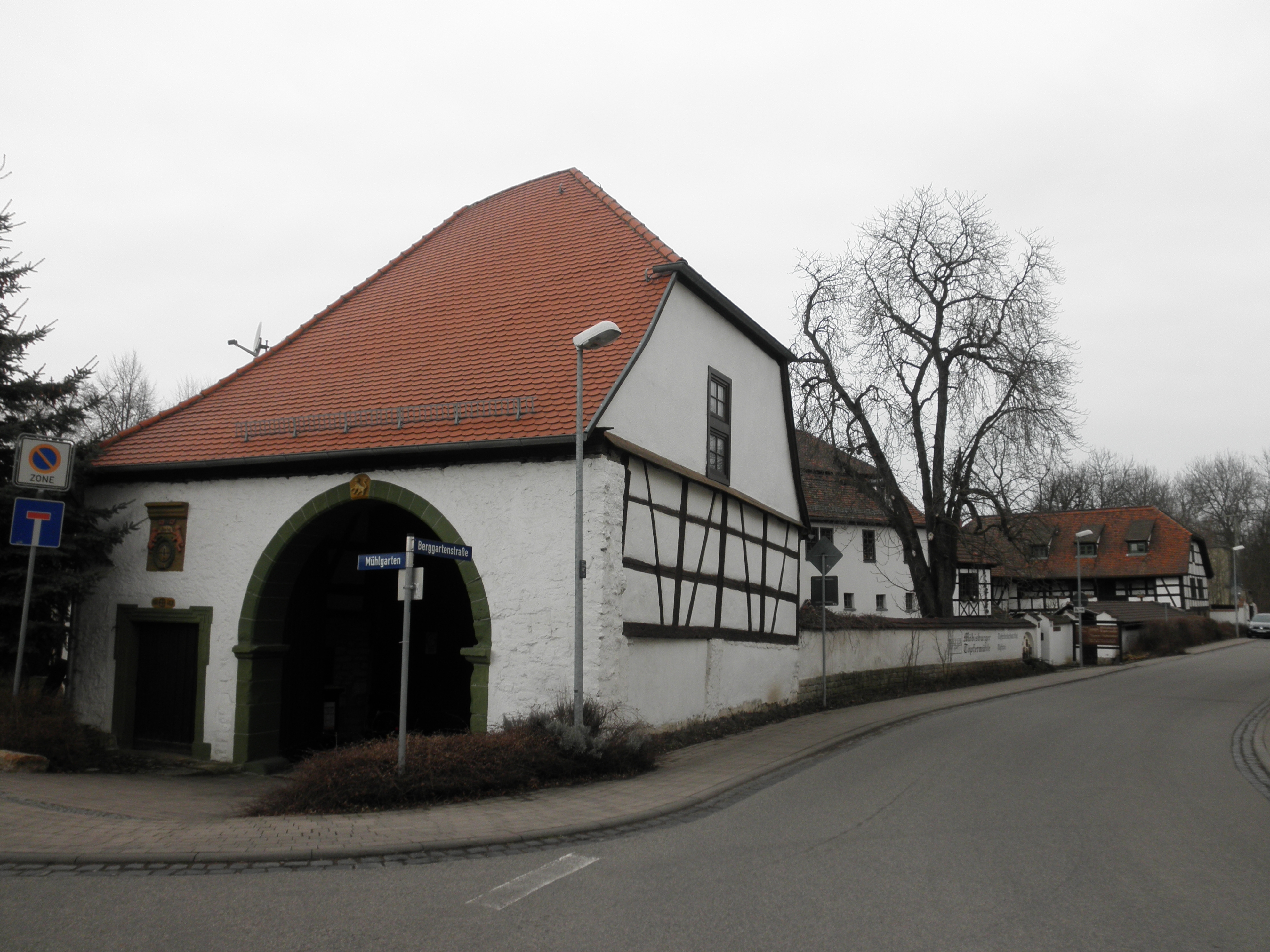
Töpfermühle Möbisburg (Lage→)
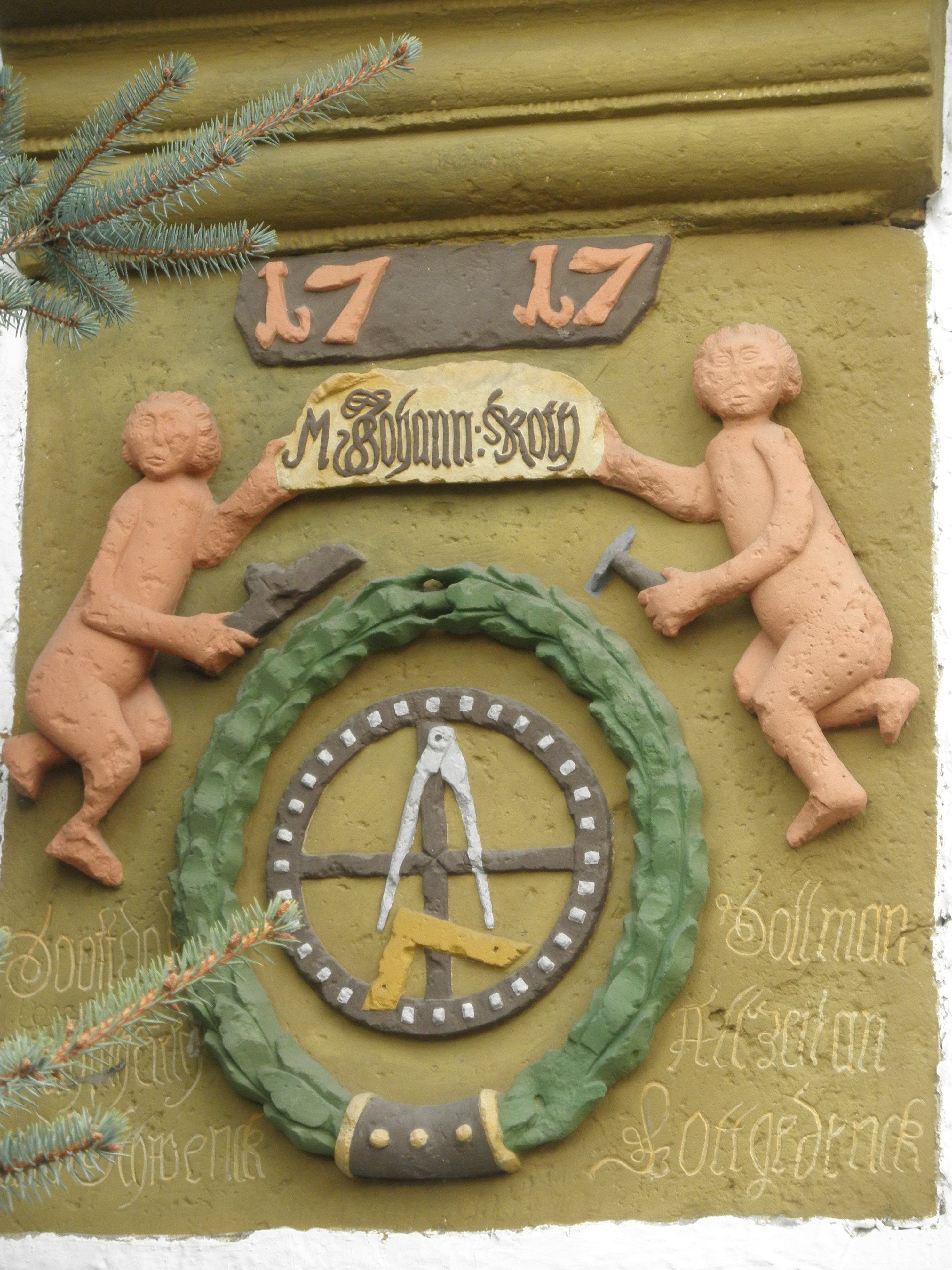
Wappen an der Toreinfahrt der Töpfermühle
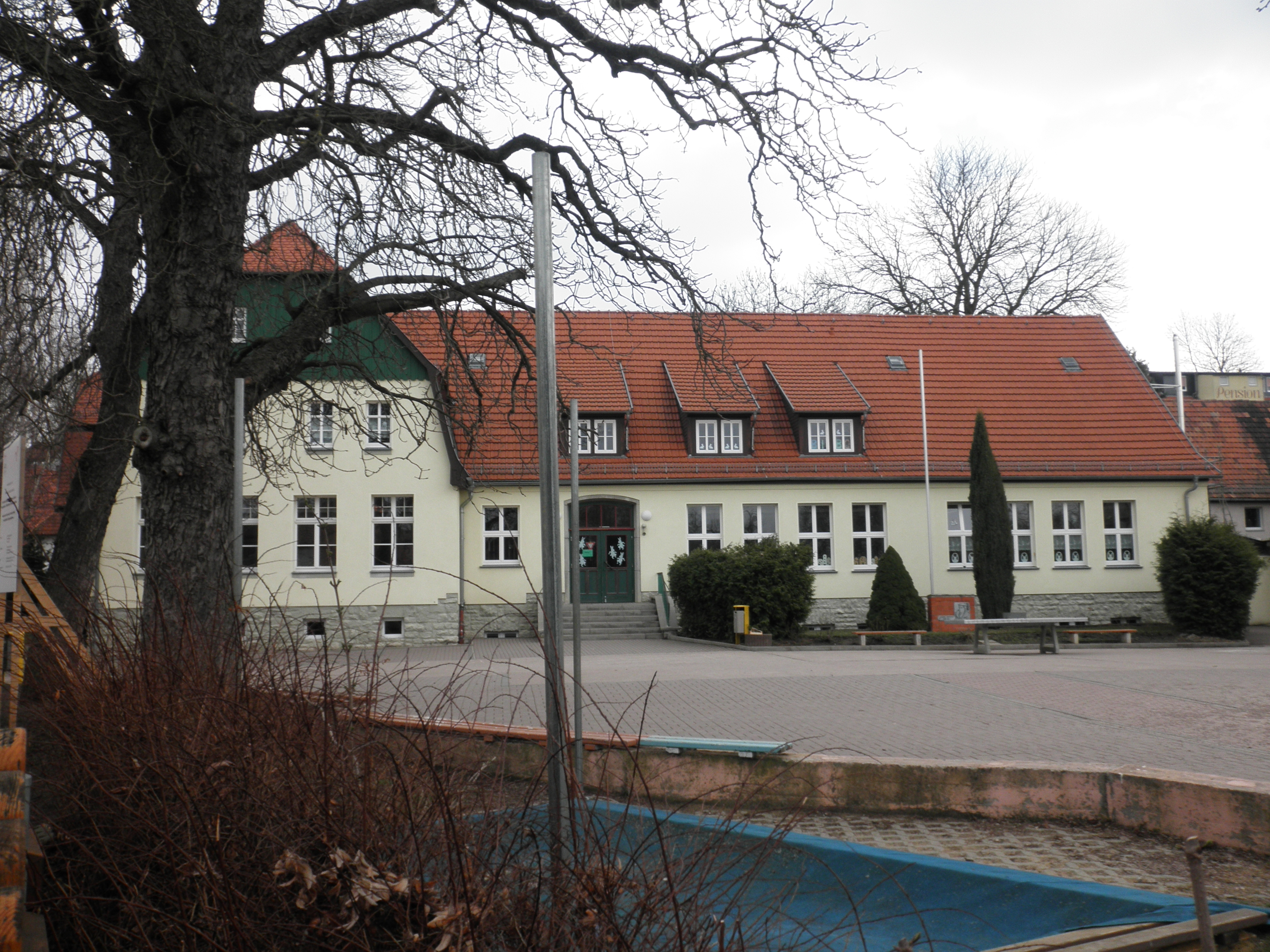
Schule von 1914
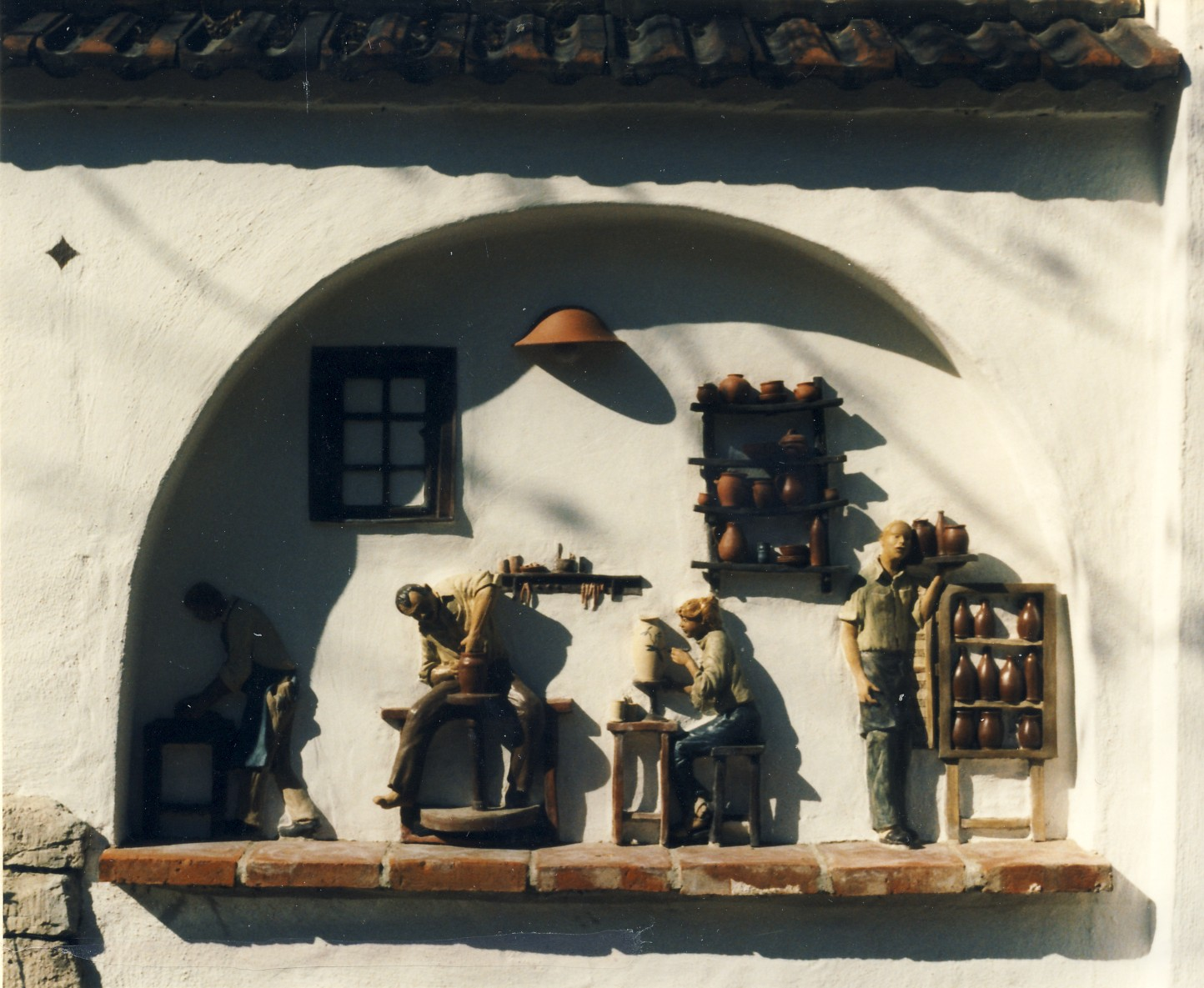
Relief einer Töpferwerkstatt an der Töpfermühle